# Восстание в Варшавском гетто
Восста́ние в Варша́вском ге́тто — вооружённое еврейское сопротивление попытке нацистской Германии ликвидировать остатки еврейского гетто в оккупированной Польше во время Второй мировой войны. Восстание продолжалось с 19 апреля по 16 мая 1943 года и было жестоко подавлено нацистами.

## Предшествующие события
В декабре 1939 года в Варшаве был создан Еврейский воинский союз, в состав этой организации вошли правые сионисты-ревизионисты, активисты «Бейтар», сотни бывших военнослужащих польской армии
После создания Варшавского гетто в октябре 1940 года, на территории гетто продолжали деятельность общественно-политические объединения и нелегальные организации различной направленности и численности.
После создания в январе 1942 года Польской рабочей партии в варшавское гетто были направлены уполномоченный ЦК ППР Юзеф Левартовский и несколько польских коммунистов. Они должны были активизировать антифашистскую деятельность в гетто и установить связь с действовавшим в гетто антифашистским подпольем. В дальнейшем в гетто был налажен выпуск и распространение листовок, однако отсутствие оружия не позволяло начать вооружённые акции.
В период до весны 1942 года деятельность подпольных организаций принимала различные формы (организационная деятельность, сбор и распространение информации, выпуск листовок, подделка документов, контрабанда продовольствия для жителей гетто), но не включала вооружённое сопротивление.
В конце марта в гетто прошла конференция представителей рабочих партий, посвящённая вопросам объединения сопротивления.
Бунд был одной из старейших и наиболее организованных партий в довоенной Польше. Боевые группы Бунда действовали против погромщиков-антисемитов ещё с 1940 года, успешно работала собственная разведка. С помощью польских социалистов газета Бунда на польском языке «За нашу и вашу свободу» распространялась в Варшаве и провинции. Бундовская молодёжная ячейка Цукунфт в гетто насчитывала около 200 человек. Бунд отказывался от координации действий с коммунистами, и в партии были сильны антисоветские настроения. На конференции представители Бунда отказались входить в блоки с другими партиями и раскрывать перед членами других партий и организаций свои военные секреты.
В единый Антифашистский блок, созданный в марте 1942 года, вошли Ха-шомер ха-цаир, Дрор и обе фракции Поалей Цион. Бунд организовал свою собственную боевую группу «Самооборона». Вне блока остались также «общие сионисты».
В дальнейшем Антифашистский блок установил контакты с другими гетто.
В мае 1942 года гестапо раскрыло коммунистическую организацию в гетто, арестовало и убило её руководителя Анджея Шмидта (настоящее имя — Пинхас Картин).
22 июля 1942 года немцы начали осуществление операции «Рейнхард», в ходе которой под видом «переселения» началась транспортировка жителей гетто в концлагерь Треблинка для уничтожения. В общей сложности в период с 22 июля по 12 сентября 1942 года немцами из гетто было вывезено около 300 тыс. человек.
23 июля 1942 года состоялось совещание 16 подпольных организаций и политических партий, действовавших в гетто, на котором Ю. Левартовский призвал атаковать полицию, штурмовать ворота и прорываться в леса. За восстание высказались также Дрор и Ха-шомер ха-цаир. «Общие сионисты» выступили против восстания (поскольку не были уверены в успехе вооружённого выступления и считали, что результатом станут многочисленные жертвы) и предложили выжидать. В результате было принято предложение Бунда — выжидать и обратиться к руководству стран Запада с просьбой о помощи. После совещания левые приняли решение действовать самостоятельно. ППР обратилась с призывом к жителям гетто, внесённым в списки для «переселения», — разоружать конвоиров и бежать.
В августе 1942 года варшавская организация ППР передала в гетто первый револьвер (в сентябре 1942 года выстрелами из этого револьвера был ранен шеф еврейской полиции варшавского гетто Юзеф Шеринский).
20 октября 1942 года была создана Еврейская боевая организация (ŻOB) во главе с Мордехаем Анелевичем, в состав которой вошли активисты ППР, Дрора и Акивы. Общая численность ŻOB составила примерно 220—500 человек.
К началу 1943 года в гетто оставалось, по оценке современных источников, до 60 тыс. человек — 35 тыс. лиц, имевших немецкие разрешения на жительство, и около 25 тыс. лиц, не имевших немецких документов (в том числе лиц, уклонившихся от регистрации и находившихся на нелегальном положении). Немцы считали, что население гетто составляет 56 тыс. человек (основываясь на статистике, которую им предоставил юденрат).
К началу 1943 года жители гетто получили информацию, что под видом «депортации на восток» людей отправляют в концентрационные лагеря для уничтожения.
18 января 1943 года повстанцы сумели частично сорвать вторую волну депортации (вместо 8 тыс. жителей гетто, которых следовало депортировать по плану операции, немцы сумели депортировать лишь 5-6 тыс.).

## Отношения с польскими подпольными организациями
Практически всё оружие, имевшееся на вооружении повстанцев гетто к началу восстания, было получено ими от польских подпольных организаций, некоторое количество было куплено на чёрном рынке (самостоятельно или через посредников).

### Жегота
В декабре 1942 года на основе ранее существовавшей подпольной организации «Временный комитет помощи евреям» Польское правительство в изгнании создало специальное агентство «Жегота», призванное помочь евреям на территории Польши. Агентство возглавила писательница Зофия Коссак-Щуцкая, выпустившая в августе 1942 года свой знаменитый манифест о помощи евреям. С еврейской стороны в руководстве «Жеготы» состоял Адольф Берман из партии Поалей-Цион.
Варшавская «Жегота» под руководством Ирены Сендлеровой (Сендлер) помогла спастись более чем 10 тыс. евреев, в том числе двум с половиной тысячам детей, выведенных из пылавшего Варшавского гетто.

### Армия Крайова
Отношение к восстанию Делегатуры (представительсва Польского правительства в изгнании на родине в Польше) и Армии Крайовой (АК) было неоднозначным.
С одной стороны, руководство АК разрешило оказание помощи Варшавскому гетто; кроме того, активисты АК оказывали помощь в инициативном порядке. При этом АК помогала в основном организации сионистов-ревизионистов ŻZW под командованием польского офицера, еврея Павла Френкеля (но не оказывала помощи ŻOB).
- Ещё до начала восстания, в ноябре 1942 года офицер АК обучил группу еврейских антифашистов изготовлению бутылок с зажигательной смесью, минно-взрывных устройств и ловушек[3]. Активисты АК помогали скрываться евреям, находившимся на нелегальном положении.
- После начала восстания АК передала в гетто партию оружия, гранат и боеприпасов[3]. Так, после обращения руководителей восстания к Армии Крайовой за помощью были получены 1 ручной пулемёт, 1 автомат, 70 пистолетов и 50 гранат[9][10].
- 19 апреля 1943 года была предпринята попытка взорвать стену гетто, но она оказалась неудачной[3].
- 4 мая 1943 года глава Польского правительства в изгнании Владислав Сикорский в радиообращении к жителям Польши призвал их оказывать сопротивление немцам и помогать их жертвам (в том числе евреям).

С другой стороны, АК относилась к намерениям евреев сражаться достаточно скептически, несмотря на настояния горячего сторонника польско-еврейского сотрудничества Генрика Волиньского («Вацлава»), референта по еврейским делам при Главном командовании АК. Но командующий АК Стефан Ровецкий сообщал в 1943 году главе Польского правительства в изгнании Владиславу Сикорскому, что «евреи из различных коммунистических групп просят у АК оружия, как будто бы у нас его полные склады» и добавлял, что дал евреям «на пробу» несколько пистолетов, хотя и не уверен, что они будут использованы.
Лишь первые попытки вооружённого сопротивления евреев в гетто в январе 1943 года убедили Ровецкого в том, что оружие, переданное евреям, не останется неиспользованным. В феврале 1943 года Ровецкий отдал приказ по всей стране оказывать помощь жителям гетто в вооружённом сопротивлении немцам. Однако командиры АК, как правило, саботировали это распоряжение. В Варшаве контактами с АК занимался представитель ŻOB Арье Вильнер, но он был арестован немцами 6 марта 1943 года.

### Другие организации
Польская «Organizacja Wojskowa» уже в 1940 году передала в гетто 40 пистолетов, патроны и гранаты. Кроме того, активисты OW провели в гетто несколько запряжённых в телеги лошадей (которые были пущены на мясо), поставляли продовольствие и информировали жителей гетто о событиях за пределами гетто. После начала восстания OW передала в гетто ещё 2 станковых пулемёта, не менее 10 ручных пулемётов, 3 лёгких пулемёта, 20 автоматов, 100 пистолетов, 1 тыс. ручных гранат и патроны.
Варшавская организация Гвардии Людовой установила контакты с еврейским антифашистским подпольем в варшавском гетто в феврале 1942 года, для связи с ним в гетто был направлен Петр Кортин («Анджей Шмидт»), со стороны командования GL была оказана помощь в создании секции ПРП, типографии и еврейской боевой группы. Секретарь организации ПРП в варшавском гетто Э. Фондаминьский являлся членом штаба восстания. В состав штаба ŻOB от комитета ПРП вошёл Михал Ройзенфельд («Михал Бялы»). Также в гетто были переданы продукты питания, медикаменты и некоторое количество оружия. После начала восстания GL были предприняты попытки оказать помощь восставшим, совершив нападения на патрули, охранявшие периметр гетто, но боевые группы понесли потери:
- так, 20 апреля 1943 года группа GL под командованием Ф. Бартошка атаковала пост, охранявший периметр гетто, ими был уничтожен тяжёлый пулемёт[3]
- ночью 29 апреля 1943 года при выполнении боевой операции погиб один из руководителей варшавской организации Гвардии Людовой, Эдвард Бониславский (атакованный патруль был уничтожен, но на выстрелы прибыло подкрепление)[15].

Кроме того, с целью отвлечь силы гитлеровцев от участия в операции, были предприняты несколько акций в других районах Варшавы:
- так, в ночь на 22 апреля 1943 года бойцы GL разрушили железнодорожные пути и подожгли вагоны военного эшелона[3]
- 23 апреля 1943 года бойцы GL забросали ручными гранатами автомашину с жандармами на улице Фрета[3].

Кроме того, члены варшавской организации GL организовали тайную эвакуацию из гетто нескольких десятков евреев, в том числе детей:
- так, в ночь на 29 апреля 1943 года коммунисты В. Гаик и Ф. Ленчицкий вывели через подземные каналы 40 членов ZOB, которые были переправлены в леса[3]
- 8 мая 1943 года В. Гаик и Ф. Ратайзер начали вторую операцию по эвакуации, которая продолжалась более 30 часов. В результате, 10 мая 1943 года были выведены ещё 34 повстанца ZOB[3] (в том числе — член штаба ZOB Цивья Любеткин[17])
- 10 мая 1943 года началась третья операция, однако она была неуспешной: погибли коммунисты Р. Мусельман и Ю. Золотов, которые вернулись в гетто, чтобы вывести через подземные коммуникации ещё одну группу повстанцев[3].

Подпольная организация «Корпус безопасности» (Państwowy Korpus Bezpieczeństwa) передала повстанцам некоторое количество боеприпасов.
Кроме того, подпольщикам гетто помогали Социалистическая боевая организация (СБО), возглавляемая Лешеком Раабе, и примыкавшая к АК молодёжная организация «Серые шеренги», в которой выделялся дружеским расположением к евреям Александр Каминьский.

## Восстание

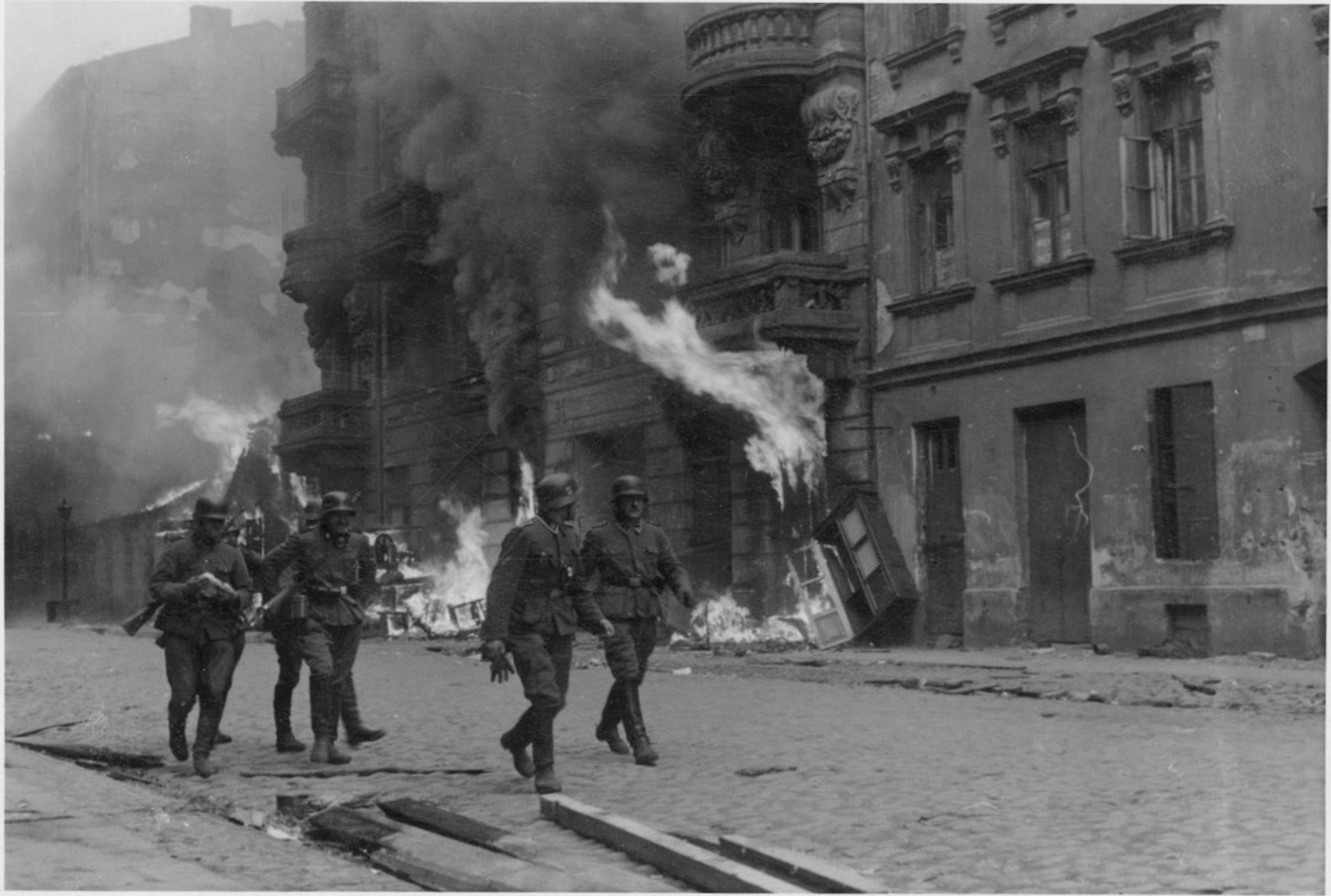
Солдаты СС в Варшавском гетто во время восстания

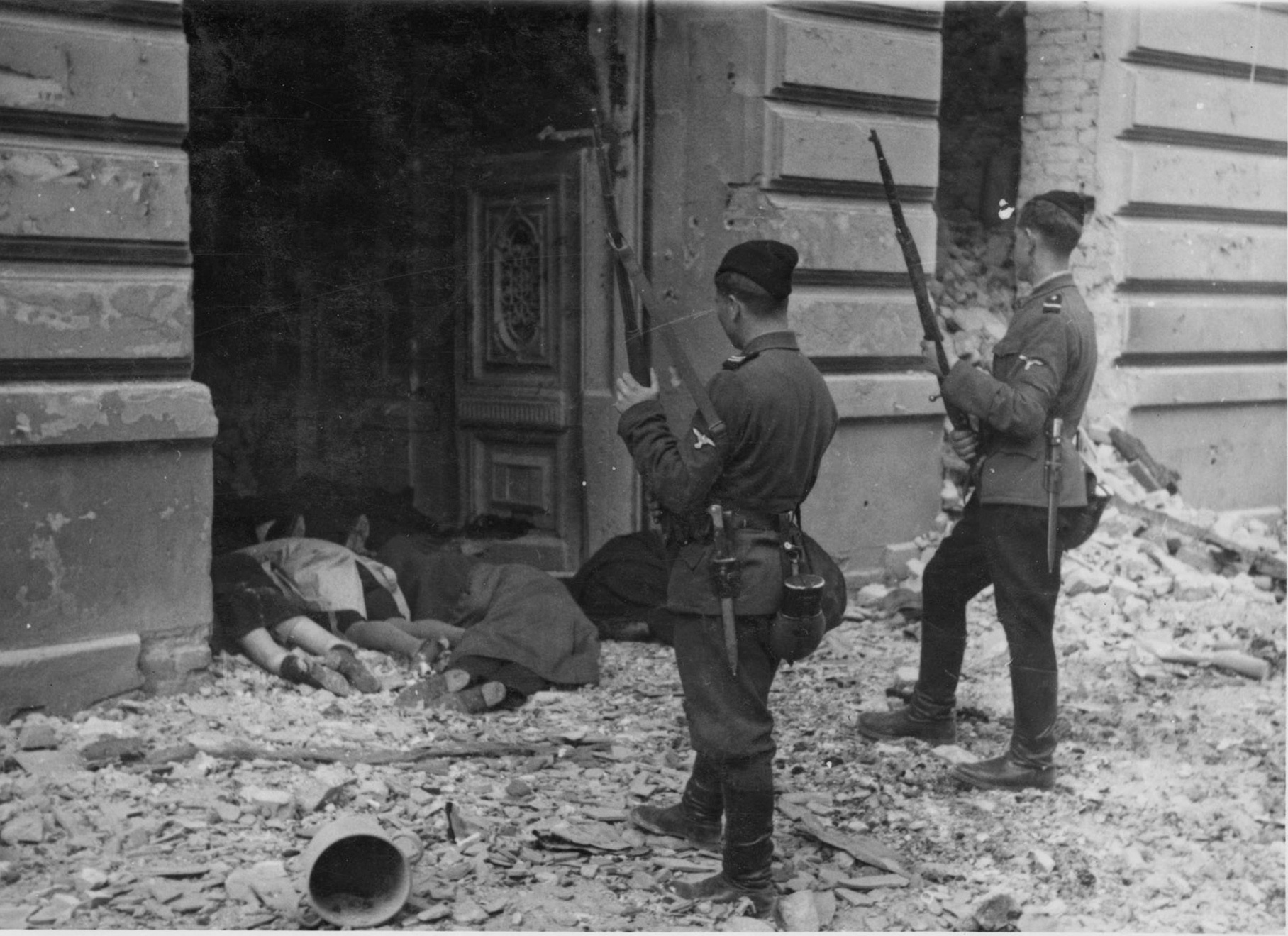
Двое «хиви» над телами убитых евреев Варшавского гетто

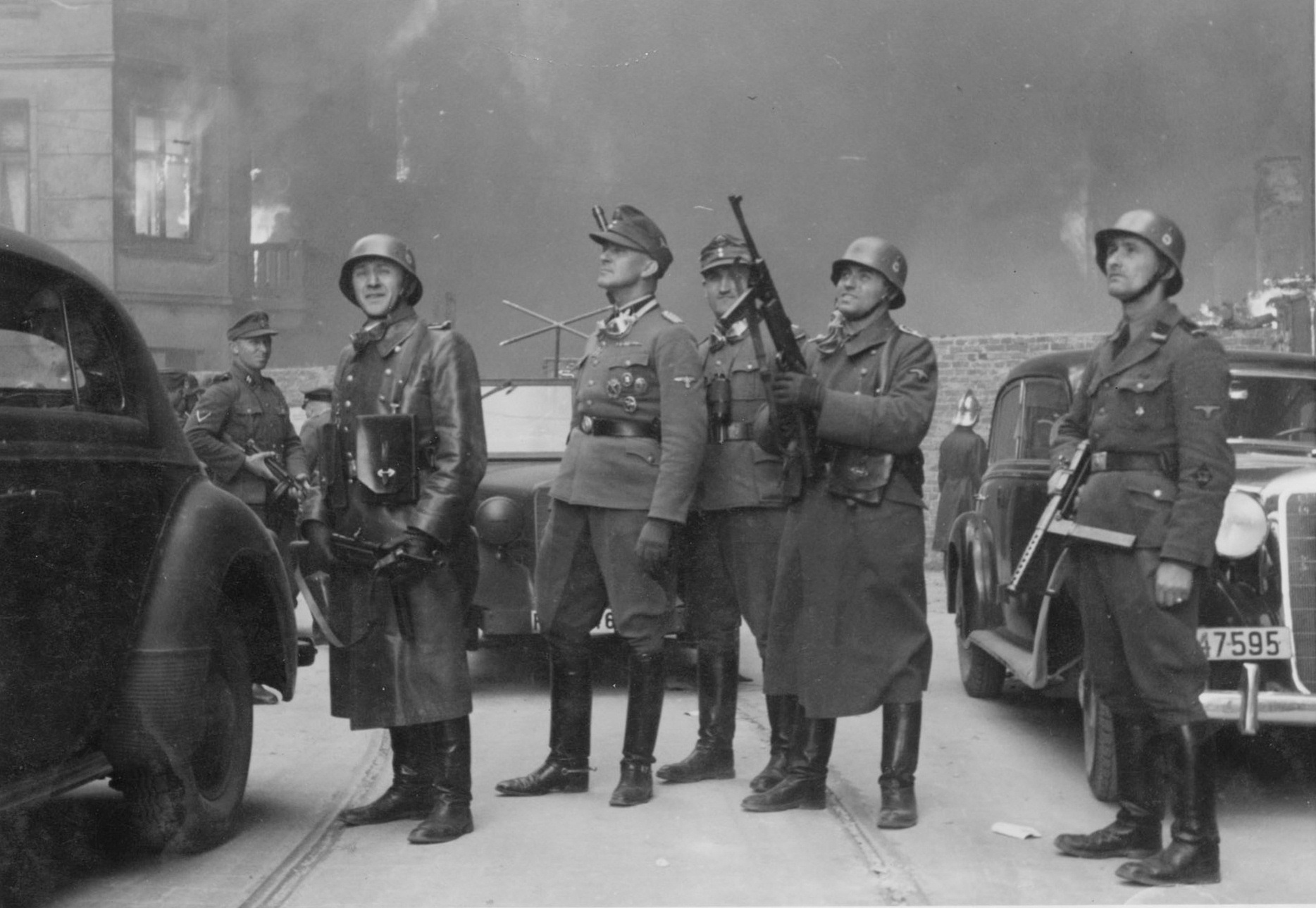
Генерал Штроп в окружении солдат на фоне горящего гетто

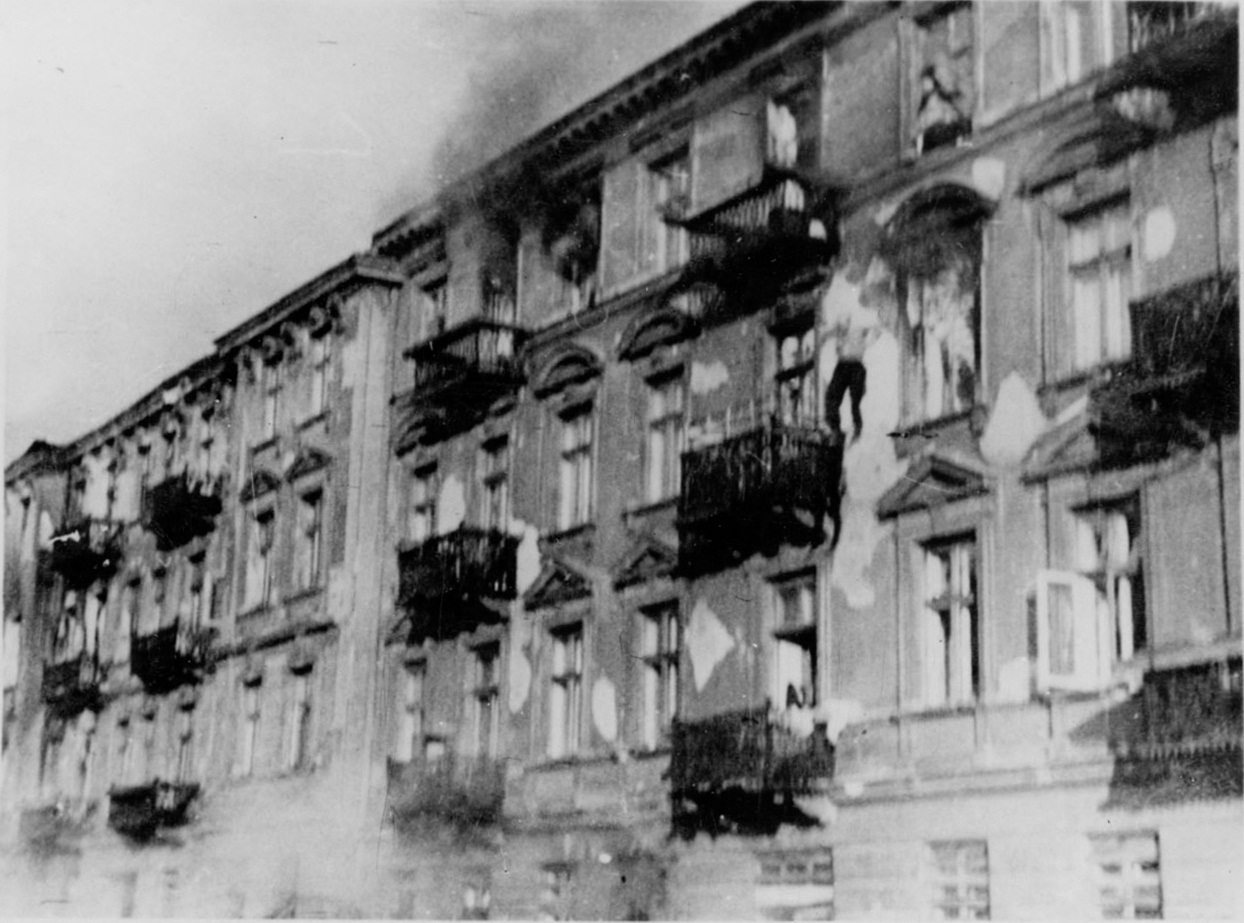
Фотография из рапорта Штропа. Оригинальная подпись — «Бандиты прыгают, чтобы избежать поимки»

### Ход восстания
Польский историк Бен Марк писал:
| Многие освободительные войны несли в себе зародыш неизбежного поражения, но ни на одной из них не лежала печать столь глубокого трагизма, как на последнем боевом порыве остатков обитателей Варшавского гетто, который разгорелся на могиле их ближних, без тыла, почти без оружия, без ничтожного шанса на победу. |

Операция по ликвидации Варшавского гетто началась в три часа ночи 19 апреля 1943 года. Есть предположение, что дата начала операции была связана с началом еврейского праздника Песах (вечером 19 апреля) или днём рождения Гитлера (20 апреля).
Общее руководство операцией осуществлял бригадефюрер СС, генерал-майор полиции Юрген Штрооп, в операции участвовало свыше 2 000 человек личного состава (сотрудники СД, полицейские, военнослужащие Вермахта и подразделения СС — в том числе батальон СС, состоявший из 337 украинских и латышских националистов) при поддержке артиллерии и бронетехники, в распоряжении нацистов имелось 82 пулемёта и служебные собаки.
Общая численность повстанцев составляла около 1 500 человек.
Гетто было обнесено кирпичной стеной высотой около 3 м (отдельные участки стены были высотой до 3,5 м), в некоторых местах были установлены заграждения из колючей проволоки. В результате немцы начали наступление через главные ворота.
Встреченные организованным огнём обитателей гетто немцы были вынуждены отступать с большими потерями.
Из Висбаденского отчета Штропа от 1 мая 1946 года:
| Я ввёл в действие силы по двум сторонам главной улицы. Когда наши силы только миновали главные ворота, на них обрушился точный и хорошо согласованный огневой удар. Из всех окон и подвалов стреляли так, что нельзя было видеть стреляющего. Сейчас же начали поступать рапорты о потерях. Броневик загорелся. Бомбы и зажигательные бутылки останавливали любое продвижение. Пока мы начинали прочесывать один блок, они укреплялись в соседнем. В некоторых местах мы были вынуждены применить зенитное оружие. Только теперь мы обнаружили подземные точки. Подземные позиции давали повстанцам возможность быть невидимыми и позволяли им непрерывно менять своё местонахождение. Одну такую позицию нам удалось завоевать только после 2 дней. Мы с точностью установили, что не только мужчины были вооружены, но и часть женщин. Особенно в возрасте от 18 до 30. Они были одеты в штаны для верховой езды и с касками на голове… Многие из этих женщин прятали заряженные пистолеты в нижнем белье. Так бои велись до конца операции, от подвала дома и до его крыши… |

После начала восстания восставшие начали уничтожение еврейских коллаборационистов (сотрудников еврейской полиции Варшавского гетто, осведомителей полиции и иных пособников).
После неудачи первого наступления Штроп приказал затопить канализационную сеть.
Активную роль в проведении восстания в Варшавском гетто приняли отряды «Еврейской боевой организации» во главе с Мордехаем Анелевичем (общей численностью несколько сотен чел.) и отряд «Еврейского Воинского Союза». В восстании в Варшавском гетто активное участие принимали ультраортодоксальные евреи с полного одобрения главных раввинов.
Символической кульминацией восстания стало водружение бело-голубых флагов (через пять лет такой флаг стал флагом государства Израиль) и польского флага на крыше дома на улице Мурановска, 17. Вместе с бойцами «Еврейского Воинского Союза» в районе Мурановской площади в восстании участвовала и польская группа АК майора Генрика Иванского.
В последующие дни немцы отказались от тактики прямого наступления. Они использовали авиабомбы и специальные группы поджигателей, чтоб сжечь дома гетто вместе с повстанцами дотла.
8 мая 1943 года эсэсовцы захватили штаб-квартиру «Еврейской боевой организации». 10 мая 34 человека вышли из гетто через канализационные туннели в результате операции, которую организовали и провели Симха Ротем (настоящая фамилия Ратайзер, подпольная кличка «Кажик») и Зигмунт Фридрих.
В ночь с 13 на 14 мая советские самолёты нанесли бомбовый удар по объектам в Варшаве. Налет продолжался два часа, на казармы СС и другие военные объекты было сброшено около ста тонн фугасных и зажигательных бомб. Хотя жертвы были и среди евреев, налёт вызвал у них ликование. В нескольких местах небольшие группы евреев, пользуясь замешательством немцев, пытались пробиться во время налёта из гетто. Некоторым это удалось.
На догоравших развалинах Варшавского гетто был оставлен батальон немецкой полиции. Немцы прочёсывали местность, перерезали последние водопроводные трубы, отравляли все обнаруженные резервуары и источники воды, забрасывали колодцы полусгнившими трупами, обливали керосином найденные остатки пищи, взрывали и заваливали дороги. Ежедневно они засыпали все люки, но евреи, намеревавшиеся бежать из гетто по канализационным трубам, по ночам раскапывали их.
15 мая немцы разрушили на территории гетто последние дома, за исключением восьми зданий — немецких казарм, госпиталя и тюрьмы Павяк.
16 мая Штрооп официально объявил об окончании «большой акции» и начал отвод своих сил. В тот же день немцы обнаружили большой бункер в доме 38 на Свентоерской улице и, пустив газ, заставили выйти 60 укрывавшихся там евреев. Но столкновения с разрозненными группами повстанцев происходили ещё в июне и июле. В середине июля немцы принялись систематически взрывать развалины в гетто, однако группы вооружённых евреев снова прокрадывались в уже, казалось, очищенную зону. Поэтому осенью немцы, прочёсывая бывшее гетто, ещё раз стали взрывать развалины.
Сопротивление повстанцев было сломлено к концу мая, но отдельные боевые группы продолжали борьбу всё лето. Практически все руководители восстания погибли. Оставшихся евреев депортировали в Треблинку.
По воспоминаниям поляков, отдельные перестрелки и выстрелы слышались с территории гетто до самого Варшавского восстания 1944 года.

### Свидетельства участников и очевидцев восстания
- Свидетельство Цивьи Любеткин в книге «Восстание в Варшавском гетто» Михаэля Борвица[28]:

Так пало около сотни повстанцев и среди них Мордехай Анелевич, самый лучший, самый мудрый, самый благородный из всех, сохранявший в самые страшные моменты спокойствие и улыбку.
- Из письма Мордехая Анелевича своему заместителю Ицхаку Цукерману, который находился вне гетто[26][29]:

То, что мы пережили, превзошло самые смелые наши надежды... Главное — осуществилась мечта моей жизни: я дожил до того дня, когда евреи гетто встали на свою защиту и повели борьбу во всём её величии и славе.
- Один из повстанцев Ария Вильнер писал:

Мы не собираемся спасать себя. Из нас никто не выживет. Мы хотим спасти честь народа.
- В чудом уцелевшем завещании узника Варшавского гетто Йосефа Раковера, составленном 28 апреля 1943 года в самый разгар неравной самоотверженной борьбы повстанцев, написано[29]:

Варшавское гетто погибает с боем, с выстрелами, в пламени, но без воплей. Евреи не кричат от ужаса…
- Руководивший подавлением восстания группенфюрер СС Юрген Штроп после войны сидел в одной камере смертников с высокопоставленным деятелем Армии Крайовой Казимежем Мочарским, которому он цинично и откровенно рассказывал обо всех деталях подавления восстания. В 1972 г. Мочарский опубликовал содержание бесед со Штропом в книге «Беседы с палачом».

## Результаты
Восстание в Варшавском гетто стало одним из крупнейших массовых восстаний в городах оккупированной нацистами Европы.
В ходе боёв было убито около 7 тыс. защитников гетто, ещё 5-6 тыс. сгорели заживо. После подавления восстания оставшиеся обитатели гетто (около 56 тыс. человек) были отправлены в концлагеря и лагеря смерти (большинство — в Треблинку). Спастись из Варшавского гетто во время и после восстания смогли, согласно позднейшим подсчётам, около 3 000 человек. Многие из тех евреев, которым удалось спастись из гетто, принимали позже активное участие в Варшавском восстании 1944 года — более 1 000 человек.
Согласно отчёту Ю. Штроопа, в период до завершения операции (16 мая 1943 года) потери составили 16 человек убитыми и 93 ранеными.
- в это число не включены потери, имевшие место в период после 16 мая 1943 года[7],
- в это число не включены еврейские коллаборационисты, уничтоженные восставшими[7].

Немецкие потери в борьбе с восставшими оцениваются по-разному. Подпольная пресса Варшавы писала о 120, 300, 400, даже о 1 000 убитых. Позже, уже находясь в польской тюрьме, Штрооп говорил на допросах, что легкораненые, оставшиеся в строю, не заносились им в списки, как и потери польской полиции (которые, впрочем, не могли быть, по его мнению, особенно велики, так как эта полиция не участвовала в операциях внутри гетто). Штрооп утверждал при этом, что в его отчётах не было какого-либо умышленного сокрытия потерь. Энциклопедия Британника оценивает общие потери немецкой стороны в несколько сотен человек
Преобладающая часть польской общественности следила за событиями в гетто с горячей симпатией. Польская подпольная пресса много писала о героизме евреев. Некоторые поляки, связывая с боями в Варшавском гетто преувеличенные надежды, готовы были видеть в них начало общенационального восстания. Но в то же время толпы поляков собирались неподалёку от стен гетто посмотреть на горящие улицы, обуглившиеся тела, свисавшие с балконов, на живые факелы, мечущиеся по крышам. Немцы не отгоняли зевак, и те иной раз указывали им на появившихся в том или ином месте за стенами гетто повстанцев. Когда группе еврейских рабочих удалось, подкупив немецкую охрану, перебраться на улице Лешно на «арийскую сторону», поляки загнали их обратно в горящее гетто.

## Последующие события
2 октября 2009 года в Варшаве в возрасте 90 лет скончался последний из оставшихся в живых руководителей восстания в Варшавском гетто Марек Эдельман.
12 августа 2021 года в Израиле в возрасте 97 лет скончался последний участник восстания Леон Копельман.

## Память

### В Польше

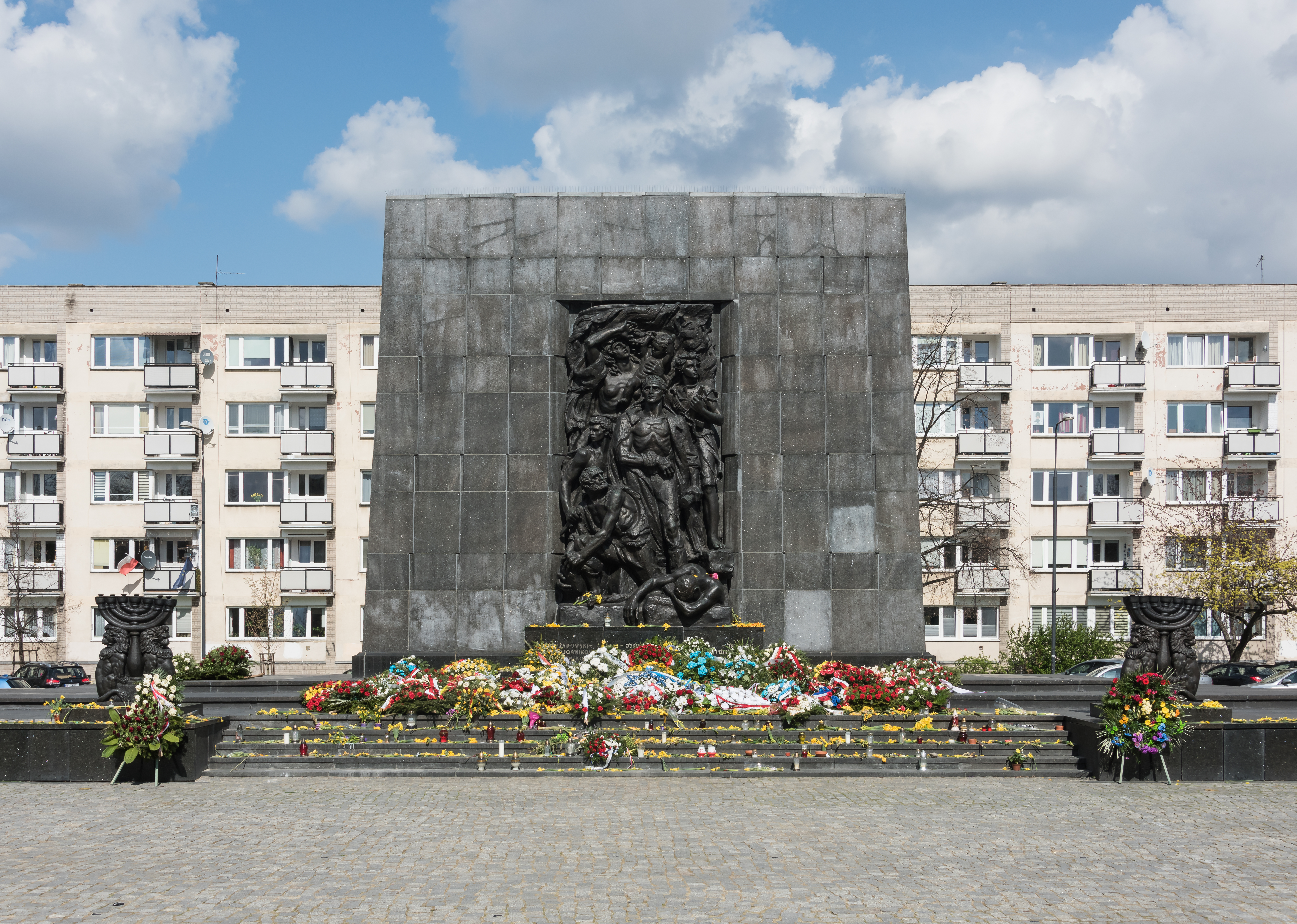
Мемориал героям Варшавского гетто, Варшава (скульптор: Натан Рапопорт, архитектор: Леон Марек Сужин

- 19 апреля 1948 года (в пятую годовщину восстания) на площади имени Героев гетто в Варшаве был открыт монумент бойцам гетто, созданный скульптором Н. Рапопортом.
- В преддверии 70-летия начала восстания в Варшавском гетто, 18 апреля 2013 года, нижняя палата Национальной Ассамблеи Республики Польша приняла резолюцию, в которой, среди прочего, говорится, что депутаты «отдают дань уважения жертвам и героям восстания, чье мужество и самопожертвование вызывают восхищение, уважение и останутся в памяти последующих поколений»[35].

### В Израиле
- На территории музея Яд ва-Шем есть площадь Варшавского гетто, на которой находится Стена памяти[36].
- В память о восстании в Варшавском гетто названы улицы: «Героев Варшавского гетто» (ивр. רחוב גיבורי גיטו ורשה‎) в Хайфе[37] и «Восстания в Варшавском гетто» (ивр. רחוב מרד גיטו ורשה‎) в южном Тель-Авиве[38].
- В память о еврейских бойцах гетто улицы во многих городах Израиля названы «Лохамей ха-гетаот» («Бойцы гетто») или «Мордей ха-гетаот» («Повстанцы гетто»). Слово «гетто» в названиях этих улиц стоит во множественном числе, чтобы напомнить: восстание было не только в Варшавском гетто, но и в других — в Вильно, Белостоке и во многих других местах. Кибуц «Лохамей-ха-гетаот» севернее Хайфы, основанный пережившими Катастрофу, стал центром памяти погибших во время Катастрофы.
- В Тель-Авиве есть улица Мордехая Анелевича.
- День Катастрофы и Героизма (Йом Ха-Шоа) в память о шести миллионах жертв Катастрофы европейского еврейства отмечается в Израиле 27 нисана (начало восстания по еврейскому календарю). В этот день по всему Израилю звучит двухминутная траурная сирена.